# Kerri Strug
Kerri Strug född den 19 november 1977 i Tucson, Arizona, är en amerikansk gymnast.
Hon tog OS-brons i lagmångkampen i samband med de olympiska gymnastiktävlingarna 1992 i Barcelona och OS-guld i lagmångkampen i samband med de olympiska gymnastiktävlingarna 1996 i Atlanta.